# Mutnedžmet
Mutnedžmet (egipčansko mw.t-nḏm.t, poslovenjeno Sladka Mut) je bila egipčanska kraljica, velika žena faraona Horemheba, zadnjega vladarja Osemnajste egipčanske dinastije.  

## Naslovi
Med Mutnedžmetine naslove so spadali: "dedna princesa" (iryt-p`t), "velika kraljeva žena" (hmt-niswt-wrt), "zelo poveličevana"  (wrt-hzwt), "mila gospa" (nbt-im3t), "sladkost ljubezni" (bnrt-mrwt), "gospodarica Gornjega in Spodnjega Egipta"  (hnwt-Shm’w -mhw), "Hatorina pevka" (hsyt-nt-hwt-hrw) in "Amonova pevka" (Sm’yt-nt-imnw).

## Mutnedžmet kot Nefretetina sestra
Nekateri egiptologi domnevajo, da je Mutnedžemet identična Nefretetini sestri Mutbenret. Identifikacija deloma temelji na dejstvu, da se je Mutbenretino ime včasih bralo kot Mutnedžmet. Drugi egiptologi, kot je Geoffrey Martin, ugotavljajo, da ni dokončnih dokazov, ki bi dokazovali to trditev. 

## Spomeniki in napisi
Mutnedžmet je znana z več predmetov in napisov.
- Dvojni kip Horemheba in Mutnedžmet, najden v Karnaku, je zdaj v Egipčanskem muzeju v Torinu (inv. št. 1379). Kraljica je na njem upodobljena kot krilata sfinga, okrašena z njeno kartušo. Njena krona je okrašena z rastlinskimi elementi, povezanimi z boginjo Tefnut. Na hrbtni strani kipa je zapis o Horemhebovem prihodu na prestol.[4]
- Horemheb in  Mutnedžmet sta v Rojevi grobnici (TT255) v Dra Abu el-Nagi prikazana med darovanjem bogovom.[5]
- Za Horemheba je bil na severni strani desetega pilona v Karnaku postavljen eden od kolosalnih kipov, ki predstavlja  Mutnedžmet. Napis na kipu je bil kasneje prektit z napisom za Ramzesa II. in Nefertari.[6]
- Mutnedžmet si je prisvojila več  Ankesenamoninih kipov v Luksorju.[7]

- Fragmente kipov in drugih predmetov, vključno s fragmenti z njenim imenom, so našli v Horemhebovi grobnici v Sakari. Na nekaterih so pogrebna besedila.[8]

## Smrt in pokop
Mutnedžmet je umrla kmalu po 13. letu vladanja svojega moža. Iz napisa na vinskem vrču, najdenem v pogrebni sobi njenega moža v Sakari, kipa in drugih predmetov je razvidno, da je bila sredi štiridesetih let. Njeno mumijo so našli v nerabljeni Horemhebovi grobnici v Memfisu, kjer so našli tudi mumijo nedonošenčka. Zdi se, da je bila pokopana v prav tej grobnici, skupaj s Horemhebovo prvo ženo Amenijo. Njena mumija kaže, da je večkrat rodila, zadnji kralj Osemnajste dinastije pa kljub temu ni imel živega dediča. Domneva se, da je imela hčerko, ki ni omenjena na nobenem spomeniku, prisotnost mumije nedonošenčka v njeni grobnici pa kaže, da je umrla na porodu. Kraljičin kanopski vrč je zdaj v Britanskem muzeju.
Možno je, da je bila grobnica QV33 v Dolini kraljic prvotno zgrajena zanjo. Grobnica je znana kot grobnica sicer neznane Tanedžmet, obe kartuši z njenim imenom pa sta poškodovani. Razlago omogočata hieroglifa, podobna hieroglifoma za ta in mut.